# 脓癣
脓癣（Kerion Celsi）是由皮癣菌感染头皮及毛囊并继发细菌感染的化脓性皮癣菌病，是皮癣菌病的最严重形式。   最常见罹患部位是头皮，但也可发生在暴露于真菌的任何其他部位，如面部（头癣）与上肢（体癣）。脓癣常由白癣或黑点癣发展而来，约80%的脓癣由犬小孢癣菌（Microsporum canis）引起。脓癣必须口服抗真菌药治疗才能痊愈，局部用药无效。脓癣经常被误诊为细菌性脓肿，一旦采用手术切开引流，则会迁延不愈。 
脓癣也叫凯氏蜂窝病 （Kerion Celsi），由古罗马医学家、百科全书编纂家凯尔苏斯率先在他的八卷巨著《医术》（De Medicina）中描述。
除了皮癣菌外，其他真菌能够导致脓癣。中国广州医院报道隆起曲霉菌（Aspergillus protuberus）引发脓癣。

## 临床表现
引起脓癣的真菌多为嗜动物型，少数为嗜人型或嗜地型菌株，因此人类机体对这些皮癣菌感染发生剧烈的炎症性与肉芽肿性反应。脓癣多发生于儿童，尤其是学龄前儿童。最初表现为化脓性毛囊炎，群集性小脓疱融合形成结节或肿块，界限清楚，质地柔软，表面有与毛囊口一致的小脓点。当肿块变大后则呈现蜂窝状或海绵状，挤压时有多孔溢脓现象。如果形成瘘，脓液也可从瘘道流出。可见局部淋巴结肿大。肿块常伴随炎症反应，如红、肿、热、痛。毛发稀疏并脱落，导致秃顶。少数患者会因发烧而全身不适。可能会出现广泛的瘙痒性湿疹样皮疹。

## 病因
引起脓癣的真菌多为嗜动物型，少数为嗜人型或嗜地型菌株。这些致病菌株包括犬小孢癣菌（Microsporum canis）、石膏状小孢癣菌（M. gypseum）、 断发毛癣菌（Trichophyton tonsurans）、疣状毛癣菌（T. verrucosum）与下颔毛癣菌（T. mentagrophytes）等。红色毛癣菌（T. rubrum）不是脓癣的常见原因。 

## 诊断
根据临床表现与体征，可初步作出脓癣的诊断。确诊有赖于显微镜检查和真菌培养，样品为取自患处的刮屑和毛发。同时也应采集细菌拭子作涂片观察和培养。

## 传染性
脓癣可以传染到自己身体的其他部位，或任何与其接触的人，如家人、同学、朋友等。不要与他人共用被褥和毛巾。不要接触宠物如猫、狗等，以免通过动物感染家人。梳子和发刷应消毒或丢弃，以防止传染或自我再感染。

## 治疗
脓癣必须口服抗真菌药治疗，通常至少要开6-8周的疗程。局部用抗真菌剂无效，因为真菌深深侵入毛囊。灰黄霉素仍为首选，也可使用特比萘芬、伊曲康唑。如果存在细菌感染，则需要使用抗生素。含有酮康唑或环吡酮的抗真菌洗发剂有助于降低传染他人的风险。切忌手术切开引流，否则会迁延不愈。

## 预后
绝大多数脓癣患者经口服抗真菌药治疗可以痊愈。头发在治疗后会重新长出，但长期得不到医治者可能导致永久性脱发。